# Chalcis spilopus
Chalcis spilopus är en stekelart som beskrevs av Cameron 1905. Chalcis spilopus ingår i släktet Chalcis och familjen bredlårsteklar. Inga underarter finns listade i Catalogue of Life.